# Jill Evyn
Jill Evyn, née le 2 janvier 1989 à Brownsville aux Texas, est une actrice américaine.

## Biographie
En 2014, elle tient l'un des deux rôles principaux, en duo avec Sharon Hinnendael, dans Anatomy of a Love Seen de Marina Rice Bader.

## Filmographie
- 2005 : Black and White (court métrage)
- 2008 : She Thinks She Sees Zombies! (court métrage) : Jill
- 2009 : Unsocial Network Sketch (série télévisée) : la femme Alpha
- 2009 : I'm on Fire : Rachel
- 2009 : Spells (court métrage) : Bunny
- 2009 : Rescuing Rufus : Hannah
- 2009 : El borracho (court métrage) : la patronne enceinte / la mutante
- 2009 : Chloe and Keith's Wedding : Valerie
- 2009 : 1-800-Suicide (court métrage) : Madeline
- 2010 : Trading Eights (série télévisée) : Stella McAvoy
- 2010 : Don't Fall Asleep : Rachel
- 2010 : Forget Me Not (court métrage) : Alice
- 2010 : Mars: Tabris (court métrage) : la joueuse no 1
- 2011 : Meet the Pics : Marcella Pic
- 2011 : Hollywood Girl (série télévisée) : Tiffany
- 2011 : Chemistry (série télévisée)
- 2011 : The Pretty Boys
- 2012 : True Perfection (mini série) : Elyse
- 2012 : The Script: Hall of Fame (court métrage) : la danseuse
- 2012 : Photographic : Amanda
- 2012 : CollegeHumor Originals (série télévisée) : la modèle
- 2012 : Any Given Sunday (court métrage)
- 2012 : The Talent (court métrage) : Jasmine Day
- 2012 : Reawakening (court métrage) : Fiora Shaw
- 2013 : Anal Break Up (court métrage) : June
- 2013 : Axe Giant: The Wrath of Paul Bunyan : Trish
- 2013 : 1982 (court métrage) : Sarah Peiser
- 2014 : Anatomy of a Love Seen : Mal Ford
- 2015 : SafeWord : Bernardetta
- 2015 : Burden of Proof (court métrage)
- 2015 : Park City : Jill
- 2014 : Penis Envy (court métrage) : Portia
- 2014 : Girl's Night[1] (court métrage)
- 2015 : Happy Ending : Candy
- 2015 : Ava's Impossible Things : Cherry
- 2015 : Adaline : Daniela
- 2015 : Death: A Love Story